# Odontophrynidae
Famille
Synonymes
- Odontophrynini Lynch, 1969
- Macrogenioglottidae Reig, 1972

Les Odontophrynidae sont une famille d'amphibiens. Elle a été créée par John Douglas Lynch en 1969.

## Répartition
Les espèces des trois genres de cette famille se rencontrent dans le sud et l'est de l'Amérique du Sud.

## Liste des genres
Selon Amphibian Species of the World (18 novembre 2016) :
- Macrogenioglottus Carvalho, 1946
- Odontophrynus Reinhardt & Lütken, 1862
- Proceratophrys Miranda-Ribeiro, 1920

## Publication originale
- Lynch, 1969 : Program. Final PhD Examination. Lawrence, Kansas, University of Kansas.